# گمینا بلیزانوو
گمینا بلیزانوو (به لهستانی:  Gmina Blizanów) یک گمینا در لهستان است که در شهرستان کالیش واقع شده‌است. گمینا بلیزانوو ۱۵۷٫۸۲ کیلومتر مربع مساحت و ۹٬۲۵۱ نفر جمعیت دارد.